# Conophis lineatus
Espèce
Synonymes
- Tomodon lineatum Duméril, Bibron & Duméril, 1854
- Conophis concolor Cope, 1867
- Conophis pulcher Cope, 1869
- Conophis pulcher var. similis Bocourt, 1886
- Conophis lineaticeps Cope, 1900
- Conophis pulcher plagosus Smith, 1941
- Conophis lineatus similis Smith, 1941
- Conophis lineatus dunni Smith, 1942

Statut de conservation UICN

 LC  : Préoccupation mineure
Conophis lineatus est une espèce de serpents de la famille des Dipsadidae.

## Répartition
Cette espèce se rencontre au Mexique, au Veracruz, au Tabasco, au Chiapas et au Yucatán, au Belize, au Guatemala, au Salvador, au Honduras, au Nicaragua et au Costa Rica.
Sa présence est incertaine  et au Panamá et a été réfutée pour la Colombie.

## Liste des sous-espèces
Selon The Reptile Database (4 septembre 2014) :
- Conophis lineatus concolor Cope, 1867
- Conophis lineatus lineatus (Duméril, Bibron & Duméril, 1854)

## Taxinomie
Conophis pulcher et la sous-espèce Conophis lineatus dunni ont été placées en synonymie avec Conophis lineatus.

## Étymologie
Le nom spécifique lineatus vient du latin lineatus, rayé, en référence à l'aspect de ce serpent. L'ancienne sous-espèce Conophis lineatus dunni est nommée en l'honneur d'Emmett Reid Dunn.

## Publications originales
- Cope, 1867 "1866" : Fifth contribution to the herpetology of tropical America. Proceedings of the Academy of Natural Sciences of Philadelphia, vol. 18, p. 317-323 (texte intégral).
- Duméril, Bibron & Duméril, 1854 : Erpétologie générale ou histoire naturelle complète des reptiles. Tome septième. Première partie, p. 1-780 (texte intégral).